# Угода про неукладення сепаратного миру (1914)
Угода про неукладення сепаратного миру від 5 вересня 1914 року — угода, підписана представниками Великої Британії, Французької республіки та Російської імперії про не укладання сепаратного мирного договору у поточній війні та узгодження дій при укладенні мирного договору по її закінченні.
Підписана 5 вересня (23 серпня) 1914 року у Лондоні.

## Зміст угоди
Угода містила два зобов'язання російського, британського та французького урядів:
- уряди російський, британський та французький брали на себе зобов'язання не укладати сепаратний мир під час поточної війни.

- три уряди погодилися, що, коли настане час обговорення умов укладання миру, жоден із союзників не висуватиме будь-яких умов без попереднього узгодження з іншими.

## Підписання угоди
Угода була підписана 5 вересня (23 серпня) 1914 року у Лондоні: Олександром Бенкендорфом, надзвичайним і повноважним послом Його Величності Імператора російського; Едвардом Ґреєм, міністром закордонних справ Його британської Величності; Полем Камбоном, надзвичайним і повноважним послом Французької республіки і скріплена їх особистими печатками.

## Приєднання до угоди
Японія приєдналася до угоди нотою, підписаною у Лондоні 6 (19) вересня 1914 року. 8(21) листопада 1915 року до угоди приєдналася Італія.

## Порушення угоди
В порушення угоди був підписаний  сепаратний мирний договір між Центральними державами та Російською Федеративною Радянською Республікою, у 3 березня 1918 року в Бересті-Литовському представниками Німецької імперії, Австро-Угорської імперії, Османської імперії і Болгарського царства з одного боку та Радянської Росії.